# Gustavo Zubía
Gustavo Héctor Zubía Burghi (18 de abril de 1953) es un abogado, funcionario, exfiscal y político uruguayo, Senador por el Partido Colorado.Fue diputado durante el periodo 2020-2025 

## Biografía
Nacido en una familia de militares, hijo del general Eduardo Zubía, estudia abogacía en la Universidad de la República.
Se desempeñó durante décadas como fiscal en materia penal. Cuestiona duramente al sistema penal uruguayo y mantiene una relación confrontativa con el Fiscal de Corte Jorge Díaz; también incursiona en la directiva de la Asociación de Fiscales.
En 2019 renuncia a su cargo para incursionar en política. Mantuvo conversaciones con el Partido Nacional pero adhiere al Partido de la Gente. Ante rumores de su eventual precandidatura a la presidencia, se desata una crisis que culmina en su renuncia al partido. Tiempo después adhiere al Partido Colorado; tras manejarse la posibilidad de su propia postulación como precandidato, finalmente adhiere a la candidatura de Julio María Sanguinetti con su agrupación Justicia para todos 
En las elecciones parlamentarias de 2019, Zubía se postula al Parlamento, recibiendo el respaldo de Pedro Bordaberry. Es electo diputado por Montevideo para el periodo 2020-2025. De cara a la administración Lacalle Pou, Zubía se perfiló como un "diputado rebelde" con independencia de criterio. Junto al diputado electo Eduardo Lust coinciden en el propósito de reformar el Código del Proceso Penal actualmente vigente.
En el mes de octubre de 2023, Zubía confirmó su precandidatura a Presidente por el Partido Colorado para participar en las elecciones internas de 2024, siendo apoyado por su sector Tercera Vía. En abril de 2024 decidió bajar su precandidatura para adherir a la postulación del colorado Andrés Ojeda.
Tras las elecciones generales de 2024 es electo senador para el período 2025-2030.